# Dourlers
Dourlers (Nederlands: Dorlaar) is een gemeente in het Franse Noorderdepartement (regio Hauts-de-France) en telt 568 inwoners (1999). De plaats maakt deel uit van het arrondissement Avesnes-sur-Helpe.

## Geografie
De oppervlakte van Dourlers bedraagt 8,7 km², de bevolkingsdichtheid is 65,3 inwoners per km².
De onderstaande kaart toont de ligging van Dourlers met de belangrijkste infrastructuur en aangrenzende gemeenten.

## Demografie
Onderstaande figuur toont het verloop van het inwonertal (bron: INSEE-tellingen).